# Cyclaspoides bacescui
Cyclaspoides bacescui är en kräftdjursart som beskrevs av Petrescu 1995. Cyclaspoides bacescui ingår i släktet Cyclaspoides och familjen Bodotriidae.
Artens utbredningsområde är Ecuador. Inga underarter finns listade i Catalogue of Life.